# Tanjung Rejo (Medan Sunggal)
Tanjung Rejo is een bestuurslaag in het regentschap Medan van de provincie Noord-Sumatra, Indonesië. Tanjung Rejo telt 31.041 inwoners (volkstelling 2010).